# واين كروفورد
واين كروفورد (بالإنجليزية: Wayne Crawford)‏ هو منتج أفلام وكاتب سيناريو ومخرج وممثل أمريكي، ولد في 1947، وتوفي في 30 أبريل 2016.

## أعمال

### أفلام
- (1983) فتاة الوادي

## وصلات خارجية
- واين كروفورد على موقع IMDb (الإنجليزية)
- واين كروفورد على موقع ألو سيني (الفرنسية)
- واين كروفورد على موقع أول موفي (الإنجليزية)
- واين كروفورد على موقع قاعدة بيانات الأفلام السويدية (السويدية)
- واين كروفورد على موقع قاعدة بيانات الفيلم (الإنجليزية)
- واين كروفورد على موقع كينوبويسك (الروسية)